# 쓰후이역
쓰후이역(중국어: 四惠站, 병음: Sìhuì Zhàn)은 중화인민공화국 베이징시에 있는 베이징 지하철 1호선, 바퉁선이 지나가는 지하철 역이다. 역 번호는 1호선이 124, 바퉁선이 BT01이다.

## 역 구조
| 지상 2층 | 대합실                          | 출구, 개집표기, 자동판매기, 이카통(一卡通) 충전 |
| 지상 1층 | 궤도                            | ← ■ 지하철 1호선 핑궈위안 방면(다왕루)          |
| 지상 1층 | 섬식 승강장, 왼쪽 출입문이 열림 |                                                 |
| 지상 1층 | 궤도                            | → ■ 지하철 1호선 쓰후이둥 방면 (종착역)         |
| 지상 1층 | 궤도                            | ← ■ 바퉁선 하차용 승강장                        |
| 지상 1층 | 섬식 승강장, 왼쪽 출입문이 열림 |                                                 |
| 지상 1층 | 궤도                            | → ■ 바퉁선 투차오 방면(쓰후이둥)                |

## 위치
쓰후이 역은 징퉁 쾌속로(京通快速路), 퉁후이허베이로(通惠河北路)와 둥쓰환중로(东四环中路)가 교차하는 쓰후이교 동북쪽에 있다. 징퉁 쾌속로 남쪽에는 쓰후이 환승센터가 있으며, 육교로 징퉁 쾌속로를 건너 환승이 용이하도록 설치되어 있다.

## 출구
쓰후이 역은 6개의 출구가 있다.(A동남, B서남, C1동북(不通地面), C2동북(不通地面), D서북, E북)
| 출구                                                                        | 출구 인근                                                             |
| --------------------------------------------------------------------------- | --------------------------------------------------------------------- |
| 出口 · A                                                                    | 쓰후이 환승센터(四惠交通枢纽), 쓰후이 공항버스 정류장(四惠机场巴士站) |
| 出口 · B                                                                    | 젠궈로(建国路)                                                        |
| 出口 · C · 1                                                                | 퉁후이자위안(通惠家园)                                                |
| 出口 · C · 2                                                                | 퉁후이자위안(通惠家园)                                                |
| 出口 · D                                                                    | 옌양 국제센터 A출구(远洋国际中心A座)                                  |
| 出口 · E                                                                    | 옌양 국제센터 A출구(远洋国际中心A座)                                  |
| 아이콘 설명: 시각 장애인 안내 경로 \| 경사로 \| 엘리베이터 \| 휠체어 리프트 |                                                                       |

- 쓰후이역 A출구(입구방향)
- 쓰후이역 A출구(출구방향)
- 쓰후이역 C2출구(출구방향)
- 쓰후이역내 매표기
- 쓰후이역 대합실
- 스크린도어 미설치된 1호선 승강장
- 스크린도어가 설치된 바퉁선 승강장

## 역사
- 1999년 9월 28일 - 1호선 개통
- 2000년 6월 28일 - 시단 역 - 톈안먼시 역 개통
- 2003년 12월 27일 - 바퉁선 개통

## 인접역
| ■ 베이징 지하철 1호선    | ■ 베이징 지하철 1호선 | ■ 베이징 지하철 1호선        |
| ------------------------ | --------------------- | ---------------------------- |
| 123 다왕루 핑궈유안 방면 | 베이징 지하철 1호선   | 쓰후이 둥 125 쓰후이 둥 방면 |
| ■ 베이징 지하철 바퉁 선  |                       |                              |
| 시·종착역                | 베이징 지하철 바퉁 선 | 쓰후이 둥 BT02 투차오 방면   |

## 같이 보기
- 베이징 지하철 1호선
- 베이징 지하철 바퉁선